# Guerra (álbum)
Guerra es el  quinto álbum de estudio del cantante mexicano Carlos Rivera. Fue lanzado al mercado por Sony Music el 5 de febrero de 2018. Se lanzó una reedición especial titulada Crónicas de una guerra en 2021.

## Antecedentes y lanzamiento
El título de su nuevo álbum no es una casualidad. Guerra es la que cada uno enfrenta todos los días para convertir sueños en realidades. Es sinónimo de fuerza, de valentía, de coraje y de convicción. Guerra es aquello que sólo debe existir en su connotación más pura y positiva. La que se aleja de la destrucción y del mal para acercarnos al esfuerzo y la lucha por los ideales. Y es que Guerra es también su apellido materno. Es la fortaleza que le da protección, amor, seguridad. Es parte intrínseca de su esencia. Su segundo apellido, pero su primera bandera. Guerra es, en pocas palabras, un estandarte en la evolución de Carlos Rivera como uno de los más grandes conquistadores de la industria de la música de la actualidad.
Es por ello que el cantautor mexicano reclutó al mejor ejército de productores de la industria musical para que lo acompañaran en esta enmienda: Tommy Torres, Andrés Castro, Kiko Cibrián y Dan Warner. Además, contó con la coautoría en algunos temas de grandes compositores como Gianmarco, Tommy Torres, Andrés Castro, Jules Ramllano, Daniel Santa Cruz, Yanko, Yadam y Maffio. Y, por si fuera poco, le acompañan vocalmente Vanessa Martín y Tommy Torres en duetos que se convertirán en marchas para el corazón.

## Lista de canciones
| Edición estándar |                                  |                                      |          |  |
| N.º              | Título                           | Escritor(es)                         | Duración |  |
| 1.               | «Amo mi locura»                  | Carlos Rivera                        | 3:37     |  |
| 2.               | «Te esperaba»                    | Carlos Rivera                        | 3:31     |  |
| 3.               | «Volvere» (con Tommy Torres)     | Carlos Rivera,Tommy Torres           | 2:53     |  |
| 4.               | «Regrésame mi corazón»           | Carlos Rivera                        | 3:31     |  |
| 5.               | «Me muero»                       | Carlos Rivera                        | 3:42     |  |
| 6.               | «Sería más fácil»                | Carlos Rivera                        | 3:04     |  |
| 7.               | «Bendita tu vida»                | Carlos Rivera                        | 3:54     |  |
| 8.               | «Te amo hoy» (con Vanesa Martín) | Carlos Rivera                        | 3:34     |  |
| 9.               | «Sigueme»                        | Carlos Rivera                        | 2:43     |  |
| 10.              | «Grito de guerra»                | Carlos Rivera                        | 3:51     |  |
| 11.              | «La luna del cielo»              | Carlos Rivera                        | 3:36     |  |
| 12.              | «Recuérdame» (Bonus Track)       | Robert Lopez, Kristen Anderson-Lopez | 2:48     |  |

| Edición especial |                                                  |                                                |          |  |
| N.º              | Título                                           | Escritor(es)                                   | Duración |  |
| 13.              | «Perdiendo la cabeza» (con Becky G y Pedro Capó) | Carlos Rivera, Andres Torres, Mauricio Rengifo | 3:31     |  |
| 14.              | «100 años» (con Maluma)                          | Carlos Rivera                                  | 3:15     |  |
| 15.              | «100 años (Remix)» (con Maluma y Calibre 50)     | Carlos Rivera                                  | 3:38     |  |
| 16.              | «Ya pasará»                                      | Carlos Rivera, Jules Ramllano                  | 3:50     |  |

## Posicionamiento en listas
| País   | Lista           | Posición | Ref.   |
| ------ | --------------- | -------- | ------ |
| España | Top 100 Álbumes | 1        | [ 11 ] |
| México | Top 100 México  | 1        |        |

| País   | Año  | Lista          | Posición | Ref.   |
| ------ | ---- | -------------- | -------- | ------ |
| México | 2018 | Top 100 México | 4        | [ 12 ] |
| México | 2019 | Top 100 México | 7        | [ 13 ] |

## Certificaciones
| País   | Organismo | Ventas  | Simbolización | Ref.   |
| ------ | --------- | ------- | ------------- | ------ |
| México | AMPROFON  | 150,000 | +             | [ 14 ] |